# 스코샤뱅크 센터
스코샤뱅크 센터(Scotiabank Centre)는 캐나다 노바스코샤주 핼리팩스에 위치한 실내 경기장이다. 과거 NBL 캐나다 핼리팩스 라인멘와 AHL 노바스코샤 보이저스, 노바스코샤 오일러스, 핼리팩스 시타델스의 홈경기장으로 사용했으면, 현재 NBL 캐나다 핼리팩스 허리케인즈의 홈경기장으로 사용되고 있다.